# Ogata Gekkō
Ogata Gekkō (japanisch 尾形 月耕, * 10. Oktober 1859 in Edo; † 1. Oktober 1920 in Tōkyō) war ein japanischer Maler und Holzschnittkünstler der Meiji-Zeit und frühen Taishō-Zeit.

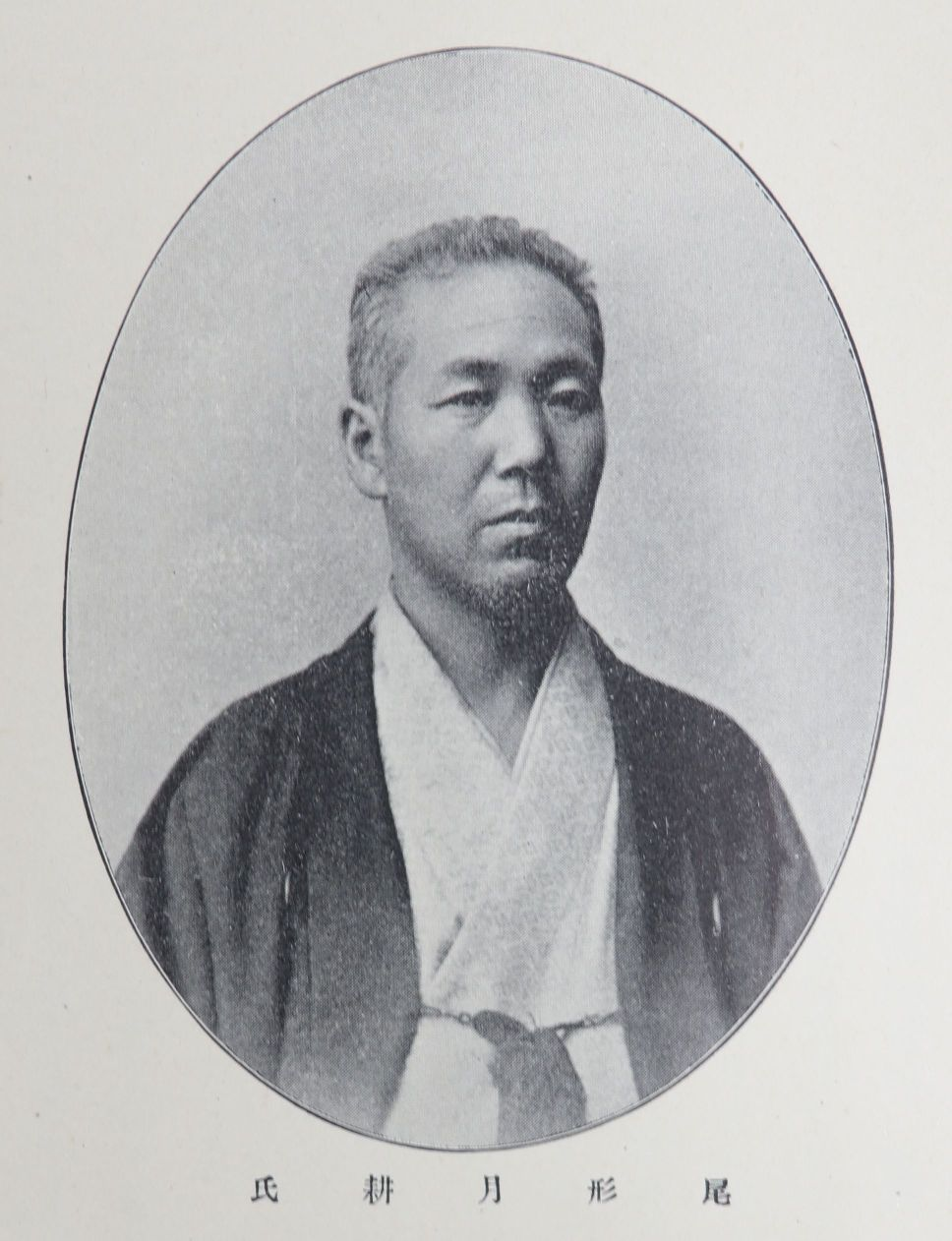
Ogata Gekkō, fotografiert vor 1902

## Leben
Gekkō wurde 1859 als Sohn von Namakagami Seijirō im Stadtteil Yazaimon-chō in Kyōbashi, Edo (heute Ginza 4-chōme) geboren. Sein bürgerlicher Name war Shōnosuke. Weitere Künstlernamen waren Ōsai, Mekyōsai und Kagyōrō. Der Tod des Vaters im Jahr 1876 führte zum sozialen Abstieg der Familie.
Gekkō war Autodidakt und bewunderte die Werke von Kikuchi Yōsai, dessen Werke er studierte, darunter insbesondere das Zenken Kojitsu, eine illustrierte Sammlung von Biografien japanischer historischer Persönlichkeiten. Anfangs fertigte er bemalte Laternen an, betrieb ein kleines Geschäft und malte einfache Bilder für Bilderbuchverlage. Er zeichnete Dekore für Exportwaren wie Keramik, Lackwaren und Shippō-Arbeiten (Cloisonné) – letztere unter Förderung durch Tōkawa Sōsuke. 1877 veröffentlichte er auf eigene Kosten ein Ōban-Triptychon über die „Seikanron-Debatte“ (Debatte über die Invasion von Korea), das Aufmerksamkeit erregte.
Um 1881 nahm er den Namen „Ogata“ an, angeblich in Anlehnung an Ogata Kōrin, dessen Stil (Rimpa) er schätzte. Ab dieser Zeit wurde er als Illustrator für Bücher und Zeitungen wie die E'iri chōya shimbun (絵入朝野新聞) bekannt. Seine Illustrationen erschienen auch in literarischen Zeitschriften, was wesentlich zu seiner Popularität beitrug.

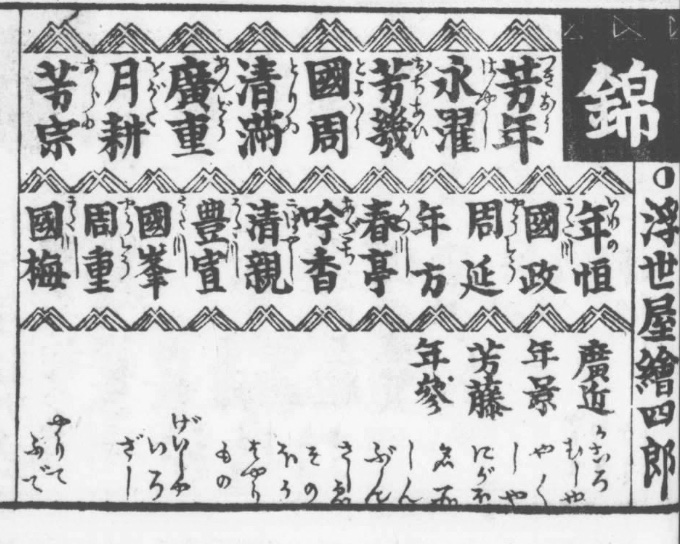
"A Detailed Guide to Tokyo Fashions and Trends" – Tōkyō Ryūkō Saikenki (東京流行細見記) 1885, p. 16

Im Juli 1885 wurde er im Künstlerverzeichnis des Tōkyō Ryūkō Saikenki (東京流行細見記) unter 23 Ukiyo-e-Künstlern an siebter Stelle genannt – ein bemerkenswerter Rang für einen Autodidakten ohne Anschluss an eine Künstlergruppe wie etwa die Utagawa-Schule. Ab 1884 beteiligte er sich an der Kangakai (鑑画会), einer Kunstvereinigung in der frühen Meiji-Zeit, und stellte dort 1885 das Werk Bild des Bildhauers Unkei (仏師運慶の図, Busshi Unkei no zu) aus.

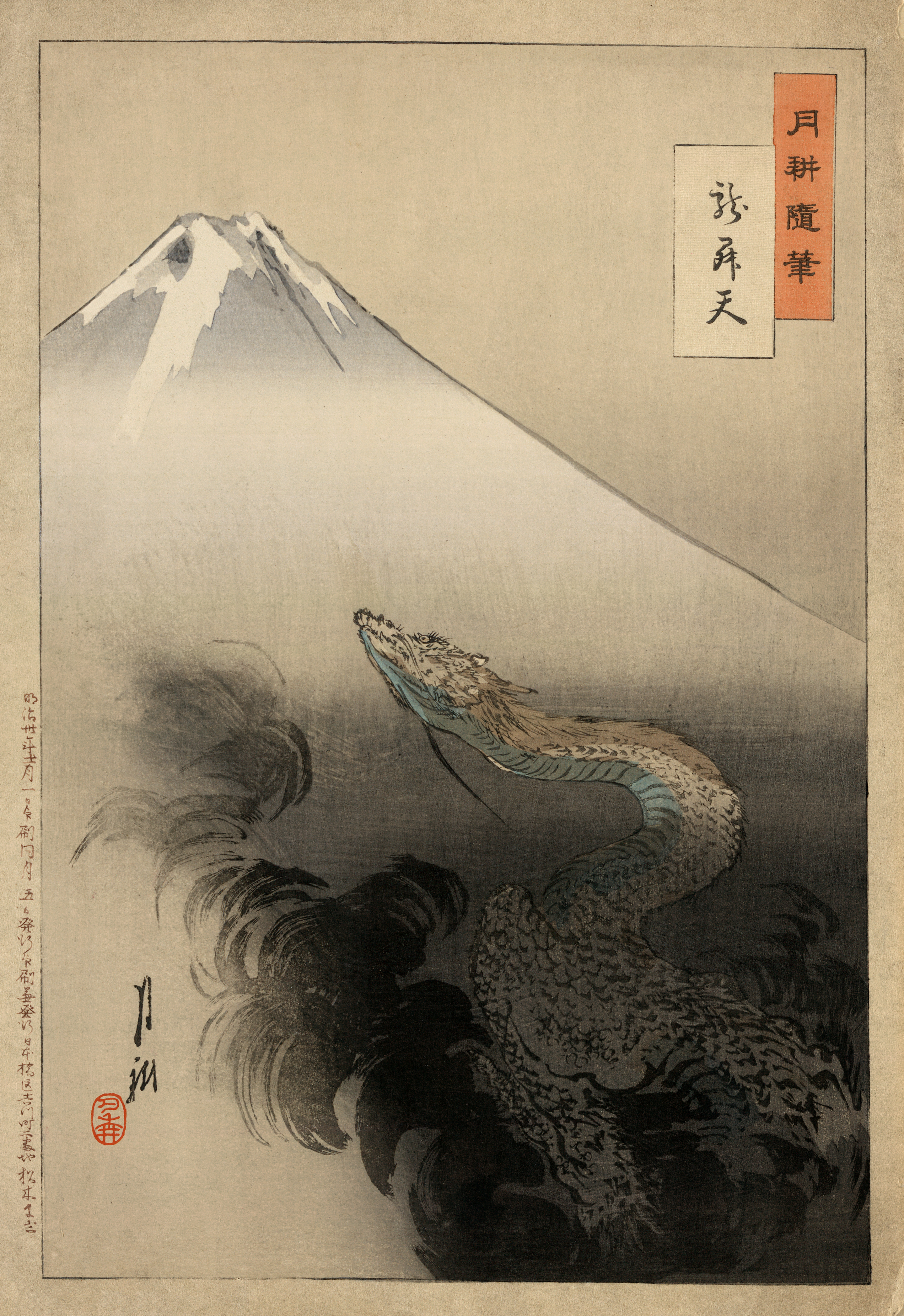
Ogata Gekkō – Der zum Himmel aufsteigende Drachen, 1897

Ab 1887 war er mit Mizuno Toshikata einer der führenden Zeitungsillustratoren. Er illustrierte Romane wie Ukigumo (浮雲, Ziehende Wolken) von Futabatei Shimei (1888) und Natsukodachi (夏木立, Sommerhain) von Yamada Bimyō.

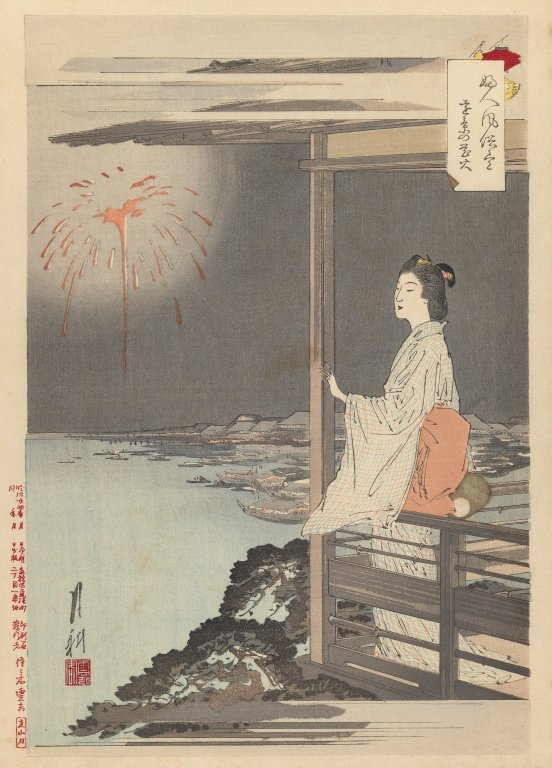
Brooklyn Museum – Woman's Costumes and Manners – Ogata Gekko

Nach einer ersten Ehe heiratete er die Malerin Tai Kiku und übernahm den Familiennamen Tai. 1891 war er Mitbegründer der japanischen Jungen-Malereivereinigung (Nihon seinen kaiga kyōkai / 日本青年絵画協会), wurde 1892 Jurymitglied. Er stellte auch bei der Nihon Bijutsukyōkai und der Nihon Bijutsuin aus und wurde mehrfach ausgezeichnet, u. a. mit Bronze- und Silbermedaillen.
1893 stellte er bei der World’s Columbian Exposition in Chicago aus, 1900 in Paris, 1904 in St. Louis, 1910 bei der Japan-Britain Exhibition (日英博覧会, Nichi-Ei hakuran-kai) in London. 1912 stellte er erstmals bei der staatlichen Bunten aus und gewann den dritten Preis.
Er starb 1920 im Alter von 60 Jahren in Tōkyō. Sein Grab befindet sich auf dem Zōshigaya-Friedhof.

## Werke
Zu seinen bekanntesten Werkserien zählen die Holzschnitte:
- Gekkōs literarische Skizzen (Gekkō zuihitsu / 月耕随筆), 1887–1897, Ōban, Soroimono mit 45 Blättern
- Sitten und Gebräuche von Frauen (Fujin fūzoku zukushi / 婦人風俗尽), 1891, Ōban, Soroimono mit 12 Blättern
- Die 54 Kapitel des Genji (Genji gojūyonjō / 源氏五十四帖), 1892–1895, Ōban, Soroimono mit 54 Zahl Blättern

Später veröffentlichte er auch Triptychen mit Darstellungen von Kampfhandlungen im Japanisch-Chinesischen Krieg sowie die Gekkō Manga (月耕漫画, 21 Bände, 1894–1903).

### Weitere Farbholzschnitte
- Enryōkan Tenran Sumō Yokozuna no zu (1877)
- Bijin Hanakurabe (ab 1887)
- Gekkō Zuihitsu (1892–1896)
- Hana bijin meisho awase (1895–1897)
- Hyaku Fuji (1896–1911)
- Bijin meisho awase (1897–1901)

### Handgemalte Werke
Gekkō schuf auch zahlreiche Werke in Tusche oder Farbe auf Seide oder Holz, die in Museen wie dem Nationalmuseum Tōkyō, der Geidai oder dem Edo-Tokyo-Museum aufbewahrt werden.

### Bildbände
- Gekkō Gashū, 11 Bände (1900–1901)
- Shinpen Gekkō Gakan (1904)
- Gekkō Gakan (1914)

## Schüler und Familie
Gekkōs Bruder Takimura Kōhō war ebenfalls Maler, verstarb jedoch jung. Seine Kinder Ogata Gessan und Ogata Gyokkō wurden Nihonga-Maler. Enkel waren der Grafiker Tai Masatada (Ogata Mayumi) und der Maler Ogata Reisetsu. Zu seinen Schülern zählen Ogawa Kōichi, Shigeoka Kōsei, Sakata Kōsetsu, Tai Kōun, Harada Kōkyo, Tsukioka Kōgyo, Ōkura Kōtō, Chihina Kōgyō, Suehiro Kōhō, Shōda Kōhō, Kadotani Kōsui, Hirayama Kōson, Takeda Kōga, Sasai Kōsō, Endō Kōkei, Sugihara Kōsei, Kaneko Kōchō, Kanamori Nankō, Fukunaga Kōbi, Hinamoto Kōgyoku, Yamamura Kōka, Izawa Kōtaku, Iura Kōrei, Kurosaki Shūsai, Kumagimi Kōnen, Ishikawa Shōkō u. v. m.